# كزسيبه
 كز سیبه  (بالفارسية: گِز سیبه، بالإنجليزية: Tree of Siba )، شجرة معمرة في جنوب غربي كوخرد. تقع على مقربة من منطقة «سيبه» في اطلال مدينة سيبه الأثرية القديمة التي يرجع تاريخ بناه إلى خمسة آلاف سنة قبل الإسلام.
تقع هذه الشجرة المعمرة في ناحية كوخرد ( بالفارسية: بخش كوخرد ) في مقاطعة بستك في غرب محافظة هرمزگان في جنوب إيران
لا تخلو المناطق البرية الواقعة في جنوب ناحية كوخرد من المواقع الطبيعية الجميلة، من أبرزها موقع شجرة «گِز سیبه».
تقتبس «شجرة گِز سيبه» اسمها من المُدة التي نمت فيها لأول مرة في سيبه حيث يرجع تاريخها إلى خمسة آلاف سنة قبل الإسلام ويقال أن السبئيون هم الذين قاموا ببناء هذه البلدة، وكانت تدعى ( سيبه أو سيبا ).
تعتبر «شجرة گِز سيبه» من فصيلة الأشجار المُعمرة، وهي أشجار ذات أوراق دائمة الخضرة طوال السنة.
«شجرة گِز» ذات انتشار واسع بالمنطقة حيث تستخدم للوقود، كما تستخدم اجزائها الكبيرة لتسقيف المنازل القروين، كما انها تستخدم لصنع المنام والمظلات التي تستعمل في فصل الصيف، وكانت تزرع في المزارع والحدائق العامة والخاصة، وهي تعتبر من أهم الأشجار المحببة محلياً، فقد كانت تزرع منذ عصور طويلة والاستفادة منها.. أما «شجرة گِز سيبه» فارتبطت اسمها بامدينة سيبه الأثرية التي تقع اطلالها في غرب ناحية كوخرد.

## وصلات خارجية
- مدينة سيبه الأثرية
- سيبه
- حمام سيبه
- قلعة سيبة
- باراو كوخرد
- بازار سيبه
- معبد سيبه
- ترنه
- كز برو
- التقسيمات الإدارية لمحافظة هرمزگان نسخة محفوظة 2 مارس 2012 على موقع واي باك مشين.